# Ильинчик, Микита
Микита Ильинчик (род. 3 мая 1995) — белорусский режиссёр и драматург польского происхождения. На данный момент[когда?]

 проживает в Польше.

## Биография
Микита Ильинчик родился и вырос в Беларуси.
В 2013-2015 учился на театроведческом факультете ГИТИСа (мастер курса Наталья Пивоварова).
В 2020 году окончил режиссерский факультет ГИТИСа, мастерская Евгения Каменьковича и Дмитрия Крымова.
В 2021 Ильинчик выпустил свой первый масштабный спектакль в Театре на Малой Бронной под руководством Константина Богомолова  –  первую на постсоветском пространстве театральную версию романа Джонатана Литтелла «Благоволительницы».  В феврале 2022 поставил там же «Вишневый сад».
В 2021 его пьеса «Dark Room» получила престижную драматургическую премию «Aurora», председателем которой была Светлана Алексиевич.
С 2022 проживает в Польше. В октябре 2022 в Teatr Polski Bydgoszcz прошли премьерные показы спектакля  по его одноимённой пьесе «F***ing in Brussels».
В 2023 работал как драматург с режиссером Войцехом Фаруга над оперой “María de Buenos Aires”  в Национальной опере Варшавы.
В 2023 представил белорусско-польский спектакль «Emma», посвящённый гуманитарному кризису в Польше.
Пьеса была высоко оценена польскими театральными критиками и попала в список лучших проектов сезона сразу в трёх номинациях: лучший иностранный текст, лучший режиссёрский и актёрский дебюты.
В октябре 2023 в  Быдгоще  прошла презентация ещё одного проекта Микиты  Strefa Militarna — он впервые написал пьесу на польском языке.
В 2023 вошёл в антологию белорусской ЛГБТК-литературы «Мальцы выходзяць з-пад кантролю» (издательство  «Skaryna Press»).

## Постановки
1.«Вальпургиева ночь» (ГИТИС), 2019
2. «Дочери Лира», Элайн Файнстайн (Боярские Палаты СТД РФ. Приз за лучшую режиссуру. Фестиваль Арт-Окраина, Санкт-Петербург), 2018
3.«Смерть Пазухина» (Русский театр Стерлитамака, Башкирия), 2020
4. «Козий Остров» (RCSC, Брюссель), 2019
5. «М» по поэзии Вальжины Морт (ОК16, Минск), 2018
6. «Благоволительницы» (Театр на Бронной), 2021
7. Анонимный проект
8. «Вишневый сад» (Театр на Бронной), 2022
9. «F***ing in Brussels» (Teatr Polski Bydgoszcz), 2022
10. «Emma» (Kommuna Warszawa), 2023
11.  «Strefa Militarna/Polska stolica NATO», Teatr Polski Bydgoszcz, 2023
12. Опера «María de Buenos Aires», реж В. Фаруга, драматург М. Ильинчик (Wielki Teatr Opera Narodowa Warszawa), 2023

## Пьесы
1.«ВрайИлиАд» (пьеса вошла в шорт-лист фестиваля современной белорусской драматургии «WriteBox» - 2016),
2. «Комната умирает» (пьеса вошла в шорт-лист фестиваля драматургии «Любимовка» - 2018, пьеса - победитель конкурса Eurodram - 2020)
3. «Dark Room» (пьеса-победитель драматургической премии Aurora-2021)
4. obj375 (пьеса вошла в шорт-лист фестиваля драматургии «Любимовка» - 2022)
5.  «F***ing in Brussels» ( пьеса вошла в шорт-лист фестиваля драматургии «Любимовка» - 2023)
6. «Emma», 2023
7. Say Hi to Abdo, 2023 (пьеса-победитель драматургической премии Aurora-2024)